# 8'-apo-beta-karotenoid 14',13'-razlaganje dioksigenaza
8'-apo-beta-karotenoid 14',13'-razlaganje dioksigenaza (EC 1.13.11.67, dioksigenaza 8'-apo-beta-karotenoidnog 14',13' razlaganja) je enzim sa sistematskim imenom 8'-apo-beta-karotenol:O2 oksidoreduktaza (14',13'-razlaganje). Ovaj enzim katalizuje sledeću hemijsku reakciju
8'-apo-beta-karotenol + O2 {\displaystyle \rightleftharpoons } 14'-apo-beta-karotenal + nepoznati produkt
Ovaj za tiol-zavisni enzim je izolovan iz pacova i zečeva.

## Literatura
- Nicholas C. Price; Lewis Stevens (1999). Fundamentals of Enzymology: The Cell and Molecular Biology of Catalytic Proteins (Third изд.). USA: Oxford University Press. ISBN 019850229X.
- Eric J. Toone (2006). Advances in Enzymology and Related Areas of Molecular Biology, Protein Evolution (Volume 75 изд.). Wiley-Interscience. ISBN 0471205036.
- Branden C; Tooze J. Introduction to Protein Structure. New York, NY: Garland Publishing. ISBN 0-8153-2305-0.
- Irwin H. Segel. Enzyme Kinetics: Behavior and Analysis of Rapid Equilibrium and Steady-State Enzyme Systems (Book 44 изд.). Wiley Classics Library. ISBN 0471303097.

## Spoljašnje veze
- 8'-apo-beta-carotenoid+14',13'-cleaving+dioxygenase на 